# خانواده کورلئونه (رمان)
خانواده کورلئونه ،رمانی است از ادوارد فالکو در سال ۲۰۱۲، بر اساس فیلمنامه ای غیرمولد از ماریو پوزو، که در سال ۱۹۹۹ درگذشت. این رمان پیش‌درآمد کتاب پدرخوانده پوزو است. توسط انتشارات مرکز بزرگ منتشر شد و در ۸ مه ۲۰۱۲ انتشار یافت. این پنجمین و آخرین کتاب منتشر شده در مجموعه رمان‌های پدرخوانده است.
این رمان از مجموعه ای در رکود بزرگ، در پایان ممنوعیت، می‌گوید که چگونه ویتو کورلئونه قدرت خود را برای تبدیل شدن به قوی‌ترین دن در شهر نیویورک. همچنین، این خبر از مراسم خاکسپاری سانی کورلئونه در تجارت خانوادگی و فارغ‌التحصیلی تام هاگن از عضویت خانواده کورلئونه قبل از عضویت در کنگره است. این رمان همچنین نشان می‌دهد که چگونه لوکا برازی برای نخستین بار با کورلئونه ارتباط برقرار کرده.

## طرح
در سال ۱۹۳۳ شهر نیویورک، سانی کورلئونه ۱۷ ساله از این موضوع آگاه است که تجارت روغن زیتون پدرش ویتو کورلئونه پوششی برای فعالیتهای مافیایی وی است. با پایان ممنوعیت، و افزایش تنش بین گروه‌های جرایم سازمان یافته در شهر، سانی آرزو دارد که به امپراتوری جنایتکار پدرش بپیوندد.

## گزارش
استقبال از این رمان مثبت بود، با جورج دی استفانو در مجله کتابهای نیویورک با این استدلال که "اد فالکو با زرنگی، شاهکاری از ناسازگاری ادبی را برمی‌انگیزد، و یکی از شاخص‌ترین چهره‌ها را به زندگی بازمی‌گرداند. فرهنگ عامه آمریکایی: دن ویتو کورلئونه. " واشینگتن پست ' پاتریک اندرسون نوشت: "فالکو سبک نثر غنی پوزو و چشم برای جزئیات را گرفتار کرده‌است. اگر می‌خواهید قسمت دیگری از داستان کورلئونه را بخوانید، خانواده کورلئونه یک کار محکم است. " بررسیهای کرکوس آن را بررسی مثبتی کرد و آنرا عنوان کرد: "افزودنی شایسته به دنیای پر سر و صدا از پنج خانواده ".

## اقتباس فیلم
املاک پوزو سعی داشت پارامونت پیکچرز را از تولید یک فیلم سینمایی براساس این رمان بازدارد. با بدست آوردن حق ساخت فیلمهای پدرخوانده بیشتر (از سال ۲۰۲۱، هیچ برنامه ای اعلام نشده بود) این مسئله حل شد.

## کتاب صوتی
کتاب صوتی خانواده کورلئونه توسط اشت بوک گروپ تهیه و توسط بابی کاناوله گفته شده‌است.